# Taivoaans
Taivoaans, ook Tevorang, is een dialect van het Siraya, een Zuidwest-taal gesproken in het zuidwesten van Taiwan. Het Taivoaans is dood, net zoals het Siraya. Het dialect is genoemd naar de "substam" van de Siraya-stam die het Taivoaans spreekt. De alternatieve naam Tevorang zou dan weer het dorp zijn waar het dialect voornamelijk wordt gesproken.

## Classificatie
- Austronesische talen
  - Oost-Formosaanse talen
    - Zuidwest-talen
      - Siraya
        - Taivoaans

## Voorbeelden
Hieronder staan enkele voorbeelden, zodat u in staat bent de lexicologische verschillen en gelijkenissen met het Standaard Siraya te zien:
| Taivoaans | Standaard Siraya(*) | Nederlands    |
| --------- | ------------------- | ------------- |
| hayu      | haiero              | vijzelstamper |
| hima      | rima                | vijf          |
| buan      | vural, vuran        | maan          |

(*) Het Standaard Siraya is waarschijnlijk gelijk aan het Siraya-dialect.
Zie voor meer voorbeelden Siraya (taal)#Dialecten.
Lamai · Makatao · Pangsoia-Dolatok · Siraya · Taivoaans